# SG Dresden-Mickten
Die SG Mickten war eine  Sportgemeinschaft im Dresdner Stadtteil Mickten von 1946 bis 1950. Ihre  Fußballmannschaft wurde 1950 sächsischer Fußballmeister. Der Turmspringer Heinz Kitzig wurde Ostzonenmeister.

## Geschichte
Am 30. Januar 1946 wurde die SG Mickten gegründet. Sie war  Nachfolgerin der Dresdner Sportfreunde 01. Im April 1946 wurde die SG Striesen angeschlossen. Im April 1950 kamen einige weniger bekannte Fußballspieler von der SG Friedrichstadt dazu, die aufgelöst wurde.
Die SG Mickten wurde nach der erfolgreichen sächsischen Meisterschaft während der Aufstiegsrunde zur Oberliga am 30. April 1950 aufgelöst. Die Mannschaft wurde der BSG Sachsenverlag Dresden angeschlossen.

## Fußball

### 1946/47
Die SG Mickten war 1946/47 an der Dresdner Fußballmeisterschaft beteiligt. Sie wurden Zweiter hinter der SG Friedrichstadt.

### 1947/48
1947/48 gewann die SG Mickten die Dresdner Meisterschaft und qualifizierte sich damit für die sächsische Finalrunde. Dort unterlag sie im Viertelfinale der SG Chemnitz West mit 1:3.

### 1948/49
In der Saison 1948/49 gewann die SG Mickten den Sachsen-Pokal mit einem 4:2-Sieg über die BSG Nagema Chemnitz.
Sie  kam aber in der Meisterschaft nicht über den Vizemeistertitel im Bezirk Dresden hinaus.

### 1949/50
Dies reichte jedoch für die Teilnahme an der neugeschaffenen Landesklasse Sachsen 1949/50. In der Staffel Ost belegte Mickten den ersten Platz, aber punktgleich mit der BSG Fewa Chemnitz. Das Entscheidungsspiel um die Staffelmeisterschaft am 19. März 1950 gewann Mickten mit 1:0.
Damit war der Weg frei für das Finale um die sächsische Meisterschaft. Finalgegner war die SG Lauter. Das erste Spiel gewann Mickten vor 12.000 Zuschauer im Dresdner Heinz-Steyer-Stadion durch ein Tor von Eberhard Petersohn mit 1:0. Da das Rückspiel in Beierfeld mit 1:2 verloren ging, wurde am 10. April 1950 ein drittes und entscheidendes Spiel angesetzt. In Chemnitz stellte schließlich die SG Mickten mit 3:2 die Meisterschaft sicher. Sie trat in folgender Besetzung an:
Fritz Ritter – Hans Breite, Kurt Hoegg – Heinz Findeisen, Rolf Berger, Heinz Berner – Rudolf Thieme, Heinz Nicklich, Kurt Forke, Felix Vogel, Eberhard Petersohn (Tore: 1:0 Thieme, 2:1 Vogel, 3:1 Forke)
Als sächsischer Meister war die SG Dresden-Mickten teilnahmeberechtigt an der Aufstiegsrunde zur Oberliga. Diese fand zwischen dem 16. April und dem 25. Juni 1950 mit den fünf ostdeutschen Landesmeistern mit Hin- und Rückspielen statt.
Anfang Mai 1950 wurde die SG Mickten nach dem dritten Spiel  der Betriebssportgemeinschaft  Sachsenverlag Dresden angeschlossen. Diese beendete die Aufstiegsrunde erfolgreich. In den acht Spielen gewann sie vier Begegnungen, spielte dreimal unentschieden und verlor nur gegen den Mitaufsteiger BSG Eisenhüttenwerk Thale mit 2:5. Damit war sie für die kommende Oberligasaison qualifiziert.

### Nächste Jahre
Die BSG Sachsenverlag Dresden spielte seit 1950/51 in der Oberliga. 1951 wurde sie in BSG Rotation Dresden umbenannt. 1951/52 und 1952/53 wurde jeweils ein guter vierter Platz belegt. Dabei waren die wichtigsten Spieler wie die Routeniers Fritz Ritter, Kurt Hoegg, Heinz Berner sowie die jüngeren Heinz Nicklich, Felix Vogel und Eberhard Petersohn von der SG Mickten gekommen.
Der „Wundersturm“ mit Harry Arlt, Eberhard Petersohn, Felix Vogel (sowie Prenzel und Müller) erzielte 1952/53 mit 65 Toren die meisten Treffer in der Oberliga. Harry Arlt wurde Torschützenkönig mit 26 Toren.

## Weitere Sportarten

### Turmspringen
Der  Turmspringer Heinz Kitzig wurde 1949 Ostzonenmeister für die SG Mickten. Nach deren Auflösung wurde er DDR-Vizemeister 1950 und 1951, und DDR-Meister 1952 und 1953. 1951 gewann er bei Internationalen Studentenwettkämpfen (Studentenweltmeisterschaft). 1952 wurden ihm gute Chancen für die Olympischen Spiele eingeräumt, an denen die DDR dann aber nicht teilnahm.

### Schach
In der Schachabteilung spielten  unter anderem Wolfgang Uhlmann (1935–2020), der 1951 gesamtdeutscher Jugendmeister und danach elfmaliger DDR-Meister wurde, sowie Dieter Bertholdt.